# Dan-Dicko-Dankoulodo-Universität Maradi
Die Dan-Dicko-Dankoulodo-Universität Maradi (französisch Université Dan Dicko Dankoulodo de Maradi) ist eine staatliche Universität in der Stadt Maradi in Niger.

## Geschichte
Die Universität Maradi wurde durch eine Verordnung vom 1. Juli 2010 gegründet. Sie ging aus einem in Maradi angesiedelten Technischen Universitätsinstitut der Abdou-Moumouni-Universität Niamey hervor. Auf gleiche Weise wurden in anderen Regionen Nigers zum selben Zeitpunkt die Universität Tahoua und die Universität Zinder geschaffen. Zum ersten Rektor der Universität Maradi wurde am 9. Dezember 2010 Mahamane Saâdou ernannt. Der erste Vizerektor war Ali Mahamane, der 2015 als Gründungsrektor der Universität Diffa fungierte. Mit Aufnahme des Lehrbetriebs hatte die Universität Maradi 159 Studierende.
Sie wurde am 2. Mai 2014 nach dem Physiker und Politiker Dankoulodo Dan Dicko (1934–1998) in Dan-Dicko-Dankoulodo-Universität Maradi umbenannt. Am 3. November 2016 wurde Zakari Moussa Ousmane zum neuen Rektor ernannt. Im Studienjahr 2016/2017 waren 3565 Studierende, darunter 460 Frauen, eingeschrieben. Diese Zahl stieg im Studienjahr 2018/2019 auf 5623 Studierende, davon 725 weiblich, an. Von Seiten des Kollegium wurde dem Rektor Zakari Moussa Ousmane schlechtes Management vorgeworfen. Er wurde am 23. September 2021 von Mamane Sani abgelöst. Am 13. November 2024 wurde Mahamadou Gounga zum Rektor ernannt.

## Campus

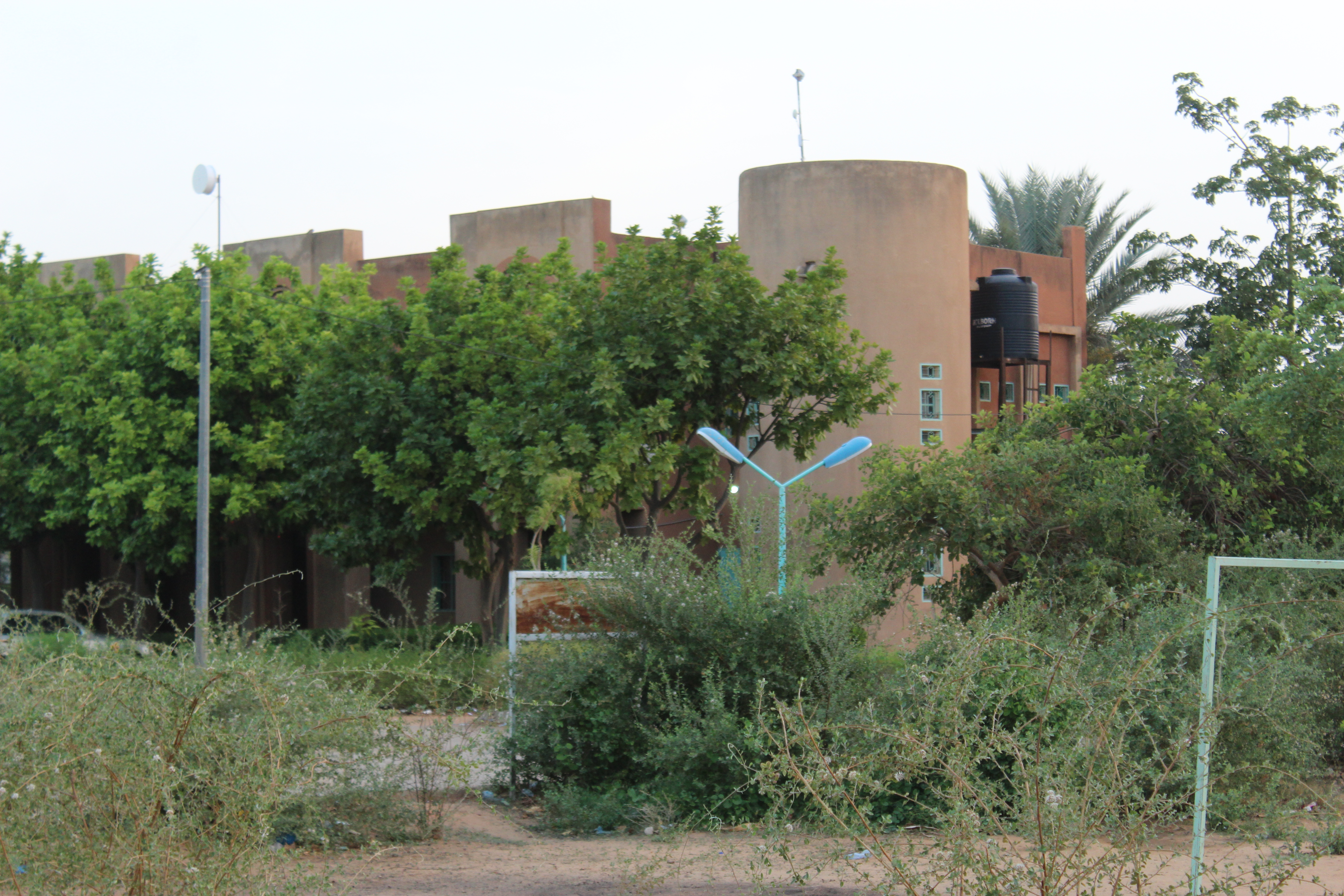
Lehrsaalgebäude an der Dan-Dicko-Dankoulodo-Universität Maradi (2023)

Das Universitätsgelände liegt im Arrondissement Maradi III und bildet ein eigenes Stadtviertel (quartier). Bei der Volkszählung 2012 lebten hier 356 Einwohner. Die Dan-Dicko-Dankoulodo-Universität Maradi nutzt auch andere Räumlichkeiten in der Stadt, darunter eine bauliche Erweiterung der Lehrerbildungsanstalt Ecole Normale d’Instituteurs Bawa Jan Gorzo.

## Abteilungen
- Agrar- und umweltwissenschaftliche Fakultät
- Gesundheitswissenschaftliche Fakultät
- Naturwissenschaftliche und technische Fakultät
- Technisches Universitätsinstitut[7]